# اتيليو تيسير
اتيليو تيسير (بالإيطالية: Attilio Tesser)‏ (10 يونيو 1958 في إيطاليا - ) هو مدرب كرة قدم ولاعب كرة قدم إيطالي في مركز الدفاع. شارك مع منتخب إيطاليا تحت 21 سنة لكرة القدم. أما مع النوادي، فقد لعب مع نادي أودينيزي ونادي بيروجيا ونادي تريفيزو ونادي ترينتو ونادي كاتانيا ونادي نابولي وCalcio Montebelluna ‏.

## وصلات خارجية
- اتيليو تيسير على موقع قاعدة بيانات كرة القدم.إي يو (الإنجليزية)
- اتيليو تيسير على موقع عالم كرة القدم.نت (الإنجليزية)